# Alexander Kluge
Alexander Kluge (Halberstadt, 14 febbraio 1932) è un regista, sceneggiatore, scrittore, saggista, produttore cinematografico ed attore tedesco.

## Biografia
Nel 1962 è stato uno dei firmatari del Manifesto di Oberhausen che ha dato inizio al Nuovo cinema tedesco, mentre nel 1968 ha vinto il Leone d'oro al festival di Venezia per il film Artisti sotto la tenda del circo: perplessi. Ha ottenuto nel 2002 l'Orso d'oro alla carriera, mentre nel 2007 la Mostra di Venezia lo ha omaggiato con un Programma Speciale composto da frammenti inediti delle sue opere, episodi televisivi e filmati realizzati per l'occasione. Nel 2008 un'edizione dal titolo Das filmische Werke (pubblicata da Film & Kunst di München per il Filmmuseum) di 30 dvd con testi editi e inediti ha raccolto circa 200 suoi film.

## Filmografia
- La ragazza senza storia (Abschied von Gestern) (1966) (regista)
- Artisti sotto la tenda del circo: perplessi (Die Artisten in der Zirkuskuppel: ratlos) (1968) (regista)
- Der große Verhau (1971) (regista / sceneggiatore)
- Willi Tobler und der Untergang der 6. Flotte (1971)
- Le occupazioni occasionali di una schiava (Gelegenheitsarbeit einer Sklavin) (1973)
- Biermann-Film (1974) (regista)
- Quando un grave pericolo è alle porte le vie di mezzo portano alla morte (In Gefahr und größter Not bringt der Mittelweg den Tod) (1974) (co-regista)
- Ferdinando il duro (Der starke Ferdinand) (1976) (regista)
- Germania in autunno (Deutschland im Herbst) (1978) (co-regia e sceneggiatura)
- Die Patriotin (1979) (regista / produttore)
- Der Kandidat (1980) (regista)
- La forza dei sentimenti (Die Macht der Gefühle) (1983) (regista / produttore / attore / narratore / sceneggiatore)
- Krieg und Frieden (1983) (co-regista / sceneggiatore / autore del libro)
- Vermischte Nachrichten (1985) (regista / produttore / sceneggiatore)
- Der Angriff der Gegenwart auf die übrige Zeit/The Blind Director (1986) (regista / sceneggiatore)
- Vermischte Nachrichten/Odds and Ends (1986) (regista)
- Der Eiffelturm, King Kong und die weiße Frau (1988) (regista, corto TV)
- Schweinegeld, Ein Märchen der Gebrüder Nimm (1989) (produttore)
- Die Nacht der Regisseure (1995) (attore nel ruolo di se stesso)
- Finsterlinge singen Bass (2002)
- Freiheit für die Konsonanten! (2004) (regista, corto)
- Grenzfälle der Schadensregulierung (2006) (regista, corto)
- Mio secolo, mio mostro! (Mein Jahrhundert, mein Tier!) (2007) (doc)
- Il fenomeno dell'opera (Das Phänomen der Oper) (2007) (doc)
- Nella tempesta del tempo/Facts and Fakes (Im Sturm der Zeit/Facts and Fakes) (2007)
- La forza poetica della teoria (Die poetische Kraft der Theorie) (2007)
- La magia dell'anima oscurata (Der Zauber der verdunkelten Seele) (2007)
- Das filmische Werke (2008)[3]
  - Das Kraftwerk der Gefühle
  - Krieg ist das Ende aller Pläne
  - Woher wir kommen, wohin wir gehen
  - Mann ohne Kopf
  - Liebe macht hellsichtig
  - Die siamesichen Hände
  - Marx und Eisenstein im gleichen Haus
  - Alle Dinge sind verzauberte Menschen
  - Paradoxe der Tauschgesellschaft
  - Serpentine Gallery Program
  - Alle Gefühle glauben an einen glücklichen Ausgang
  - Im Rausch der Arbeit
  - Abschied von der sicheren Seite des Lebens

## Libri
- Die Universitäts-Selbstverwaltung. Ihre Geschichte und gegenwärtige Rechtsform, 1958
- Lebensläufe. Anwesenheitsliste für eine Beerdigung, 1962; trad. di Enrico Filippini, Biografie, Milano, Mondadori, 1966
- Schlachtbeschreibung. Roman, 1964; trad. di Anna Maria Carpi, Organizzazione di una disfatta. Stalingrado, Milano, Rizzoli, 1967
- Die Artisten in der Zirkuskuppel, ratlos; Die Unglaubige; Projekt Z; Spruche der Leni Peickert, 1968; trad. di Bruna Bianchi e E. Filippini, Gli artisti sotto la tenda del circo, perplessi - L'incredula - Progetto C - Detti di Leni Peickert, presentazione di Pier Paolo Pasolini, Milano, Garzanti, 1969
- Abschied von gestern, 1966 (sceneggiatura de La ragazza senza storia)
- Öffentlichkeit und Erfahrung. Zur Organisationsanalyse von bürgerlicher und proletarischer Öffentlichkeit, 1972 (con Oskar Negt); trad. di Teodoro Scamardi, Sfera pubblica ed esperienza : per un'analisi dell'organizzazione della sfera pubblica borghese e della sfera pubblica proletaria, prefazione di Pier Aldo Rovatti, Milano, Mazzotta, 1979
- Lernprozesse mit tödlichem Ausgang, 1973
- Gelegenheitsarbeit einer Sklavin. Zur realistischen Methode, 1975
- Unheimlichkeit der Zeit. Neue Geschichten. Hefte 1-18, 1977; trad. di Giuliano Bernini, Nuove storie. Spaesato nel tempo, Milano, Feltrinelli, 1982
- Die Patriotin, Texte/Bilder 1-6, 1979
- Geschichte und Eigensinn, 1981 (con Oskar Negt)
  - vol. 1: Geschichtliche Organisation der Arbeitsvermögen
  - vol. 2: Deutschland als Produktionsöffentlichkeit
  - vol. 3: Gewalt des Zusammenhangs
- Die Macht der Gefühle, 1984
- Theodor Fontane, Heinrich von Kleist und Anna Wilde. Zur Grammatik der Zeit, 1987
- Massverhaltnisse des Politischen. 15 Vorschlage zum Unterscheidungsvermogen, 1992 (con Oskar Negt)
- Die Wächter des Sarkophags. 10 Jahre Tschernobyl, 1996
- Ich bin ein Landvermesser. Gesprache, 1996 (con Heiner Müller)
- Ich schulde der Welt einen Toten. Gesprache, 1996 (con Heiner Müller)
- Kritische Theorie und politischer Eingriff: Oskar Negt zum 65 (a cura di Wolfgang Lenk), 1999
- In Gefahr und größter Not bringt der Mittelweg den Tod (a cura di Christian Schulte), 1999
- Chronik der Gefühle, 2000
  - vol. 1: Basisgeschichten
  - vol. 2: Lebensläufe
- Verdeckte Ermittlung. Ein Gespräch, 2001 (con Christian Schulte e Rainer Stollmann)
- Der unterschätzte Mensch. Gemeinsame Philosophie in zwei Bänden, 2001 (con Oskar Negt)
  - vol. 1: Suchbegriffe / Öffentlichkeit und Erfahrung / Massverhältnisse des Politischen.
  - vol. 2: Geschichte und Eigensinn.
- Die Kunst, Unterschiede zu machen, 2003
- Die Lücke, die der Teufel lässt. Im Umfeld des neuen Jahrhunderts, 2003
- Vom Nutzen ungelöster Probleme, 2003 (con Dirk Baecker)
- Die Entstehung des Schönheitssinns aus dem Eis. Gespräche über Geschichten (con Rainer Stollmann)
- Tür an Tür mit einem anderen Leben. 350 neue Geschichten, 2006
- Geschichten vom Kino, 2007; tr. it. Antico come la luce, traduzione di Simone Costagli, L'orma editore, Roma 2016, ISBN 978-88-980-3830-5
- Eigentum am Lebenslauf. Das Gesamte im Werk des Alexander Kluge, 2007
- Das Labyrinth der zärtlichen Kraft. 166 Liebesgeschichten, 2009
- Soll und Haben. Fernsehgespräche, 2009 (con Joseph Vogl)
- Das Bohren harter Bretter. 133 politische Geschichten, Mitarbeit und Redaktion, 2011
- Die Pranke der Natur (und wir Menschen), 2011
- Das fünfte Buch. Neue Lebensläufe. 402 Geschichten, 2012
- Personen und Reden, 2012

## Premi
- 1966: Leone d'argento della Mostra internazionale d'arte cinematografica  di Venezia per Abschied von Gestern
- 1968: Leone d'oro della Mostra internazionale d'arte cinematografica  di Venezia per Die Artisten in der Zirkuskuppel: Ratlos
- 1979: premio letterario della città di Brema
  - premio Fontane
- 1985: premio Kleist
- 1993: premio Heinrich Böll
- 2001: premio Hanns Joachim Friedrichs
- 2002: premio Lessing per la critica
- 2003: premio Georg Büchner
- 2008: Deutscher Filmpreis
- 2009: premio Theodor W. Adorno
- 2010: premio Adolf Grimme
- 2014: premio Heinrich Heine
- 2017: premio Jean Paul alla carriera